# Свижук, Владимир Игоревич
Влади́мир И́горевич Свижу́к (род. 12 сентября 1983, Москва, СССР) — российский футболист, нападающий.

## Карьера
Начинал свою профессиональную карьеру в реутовском «Титан». Хорошая игра за подмосковный клуб помогла Свижуку перейти в команду Первого дивизиона «СКА-Энергия», в которой форвард провел 3 сезона.
В 2007 году играл в клубе высшей лиги Белоруссии «Витебск», в 2008 — в чемпионате Казахстана за ФК «Астана». В том же году вернулся в Россию. Затем выступал за ряд команд Второго дивизиона.
Является вторым бомбардиром ФК «Истры» за её время выступлений в профессиональном футболе.
С июля 2013 года по июнь 2015 года был футболистом футбольного клуба «Долгопрудный». Контракт с клубом был заключён на один год, впоследствии продлён ещё на один год. По итогам сезона 2014—2015 года контракт продлён не был, после чего Свижук перешёл в «Олимпик».